# Hôpital Mongi-Slim de La Marsa
L'hôpital Mongi-Slim de La Marsa est un établissement de santé publique tunisien situé à La Marsa, bâti à la suite du décret n° 91-1844 du 2 décembre 1991 et baptisé en hommage au militant tunisien Mongi Slim.
Avec une capacité de 246 lits, il devient le centre sanitaire de la banlieue nord de Tunis, offrant des soins, de la prévention, de l'enseignement et de la recherche.

## Organisation
On y trouve, en 2017, un certain nombre de services dont on peut citer :
- un service de médecine interne (32 lits) ;
- un service de cardiologie (32 lits) ;
- un service de gynécologie obstétrique (45 lits) ;
- un service de chirurgie (45 lits) ;
- un service de gastro-entérologie (10 lits) ;
- un service de pédiatrie (50 lits) ;
- un service d’anesthésie-réanimation (16 lits) ;
- un service de rhumatologie (16 lits) ;
- un service de pédopsychiatrie qui comprend un hôpital de jour inauguré en 2019 ;
- un service d'urgences ;
- un service d'imagerie diagnostique et interventionnelle ;
- un service de néphrologie qui comprend une unité d'hémodialyse et une unité d'anatomopathologie rénale[3].

Un service de chirurgie orthopédique et traumatologique y est inauguré en janvier 2015.
L'hôpital comporte aussi un service de consultations externes. On y trouve des consultations d'ophtalmologie, de dermatologie, d'ORL, de psychiatrie et d'endocrinologie. 